# SARS-CoV-2 에타 변이

2021년 7월 1일 기준 에타 변이 확진자가 있는 국가 (GISAID)
범례:
1000+ 확진
500–999 확진
100–499 확진
10–99 확진
2–9 확진
1 확진
없음 또는 자료 사용 불가

SARS-CoV-2 에타 변이(SARS-CoV-2 Eta variant)는 나이지리아와 영국에서 각각 처음 확산된 지역발생 코로나19 변종이다. 에타 변이(SARS-CoV-2 Eta[η] Variant)로 공식 명칭이 확정되었다.

## 통계
| 나라별 사례 (2021년 8월 27일 업데이트) GISAID | 나라별 사례 (2021년 8월 27일 업데이트) GISAID | 나라별 사례 (2021년 8월 27일 업데이트) GISAID |
| 국가                                          | 확진자 수                                     | 마지막 보고 사례                              |
| --------------------------------------------- | --------------------------------------------- | --------------------------------------------- |
| 캐나다                                        | 1,403                                         |                                               |
| 미국                                          | 1,184                                         | 2021년 6월 11일                               |
| 독일                                          | 738                                           | 2021년 6월 23일                               |
| 프랑스                                        | 686                                           | 2021년 6월 8일                                |
| 덴마크                                        | 613                                           | 2021년 5월 24일                               |
| 영국                                          | 517                                           | 2021년 5월 31일                               |
| 이탈리아                                      | 397                                           | 2021년 6월 22일                               |
| 나이지리아                                    | 255                                           | 2021년 5월 21일                               |
| 인도                                          | 221                                           | 2021년 5월 31일                               |
| 스페인                                        | 174                                           | 2021년 6월 18일                               |
| 노르웨이                                      | 81                                            | 2021년 5월 9일                                |
| 벨기에                                        | 74                                            | 2021년 6월 22일                               |
| 아일랜드                                      | 71                                            | 2021년 5월 29일                               |
| 스위스                                        | 55                                            | 2021년 6월 13일                               |
| 네덜란드                                      | 54                                            | 2021년 5월 31일                               |
| 룩셈부르크                                    | 52                                            | 2021년 5월 20일                               |
| 슬로베니아                                    | 52                                            | 2021년 4월 8일                                |
| 튀르키예                                      | 47                                            | 2021년 3월 31일                               |
| 가나                                          | 38                                            | 2021년 4월 4일                                |
| 우간다                                        | 37                                            | 2021년 5월 12일                               |
| 남수단                                        | 36                                            | 2021년 4월 3일                                |
| 핀란드                                        | 25                                            | 2021년 4월 9일                                |
| 토고                                          | 25                                            | 2021년 2월 25일                               |
| 포르투갈                                      | 24                                            | 2021년 6월 11일                               |
| 방글라데시                                    | 18                                            | 2021년 6월 15일                               |
| 오스트리아                                    | 17                                            | 2021년 4월 30일                               |
| 이스라엘                                      | 17                                            | 2021년 5월 18일                               |
| 일본                                          | 17                                            | 2021년 6월 2일                                |
| 오스트레일리아                                | 15                                            | 2021년 5월 31일                               |
| 케냐                                          | 13                                            | 2021년 4월 30일                               |
| 몰타                                          | 13                                            | 2021년 6월 21일                               |
| 남아프리카 공화국                             | 13                                            | 2021년 5월 26일                               |
| 코트디부아르                                  | 10                                            | 2021년 2월 25일                               |
| 폴란드                                        | 10                                            | 2021년 3월 14일                               |
| 싱가포르                                      | 10                                            | 2021년 4월 27일                               |
| 스웨덴                                        | 8                                             | 2021년 4월 14일                               |
| 앙골라                                        | 7                                             | 2021년 4월 16일                               |
| 카메룬                                        | 7                                             | 2021년 3월 2일                                |
| 니제르                                        | 6                                             | 2021년 4월 1일                                |
| 필리핀                                        | 6                                             | 2021년 3월 24일                               |
| 기니                                          | 5                                             |                                               |
| 인도네시아                                    | 5                                             | 2021년 5월 5일                                |
| 쿠웨이트                                      | 5                                             | 2021년 6월 5일                                |
| 르완다                                        | 5                                             | 2021년 1월 28일                               |
| 코스타리카                                    | 4                                             | 2021년 3월 28일                               |
| 레위니옹                                      | 4                                             | 2021년 5월 25일                               |
| 말레이시아                                    | 3                                             | 2021년 3월 27일                               |
| 말리                                          | 3                                             | 2021년 4월 4일                                |
| 그리스                                        | 2                                             | 2021년 4월 9일                                |
| 과들루프                                      | 2                                             | 2021년 3월 11일                               |
| 요르단                                        | 2                                             | 2021년 1월 7일                                |
| 마요트                                        | 2                                             | 2021년 3월 29일                               |
| 카타르                                        | 2                                             | 2021년 4월 15일                               |
| 러시아                                        | 2                                             | 2021년 5월 11일                               |
| 대한민국                                      | 2                                             | 2021년 2월 26일                               |
| 태국                                          | 2                                             | 2021년 3월 1일                                |
| 아르헨티나                                    | 1                                             | 2021년 5월 4일                                |
| 벨라루스                                      | 1                                             | 2021년 3월 22일                               |
| 브라질                                        | 1                                             | 2021년 2월 15일                               |
| 에스토니아                                    | 1                                             | 2021년 3월 29일                               |
| 가봉                                          | 1                                             | 2021년 3월 30일                               |
| 감비아                                        | 1                                             |                                               |
| 라트비아                                      | 1                                             | 2021년 4월 26일                               |
| 모로코                                        | 1                                             | 2021년 3월 2일                                |
| 세네갈                                        | 1                                             | 2021년 5월 11일                               |
| 스리랑카                                      | 1                                             | 2021년 4월 28일                               |
| 튀니지                                        | 1                                             | 2021년 3월 5일                                |
| 아르메니아                                    | 3                                             | 2021년 8월 5일                                |
| 부탄                                          | 1                                             |                                               |
| 지브롤터                                      | 2                                             |                                               |
| 키르기스스탄                                  | 16                                            | 2021년 6월 17일                               |
| 전 세계 (71개 국가)                           | 총합: 7,129                                   | 2021년 8월 27일 기준                          |

## 확산
2020년 12월 5일, 영국에서 첫 B.1.525 감염자가 발견되었다.
2021년 1월 14일부터 2월 9일까지, 덴마크에서 B.1.525 감염자가 55명으로 확인되었으며 이 중 7명이 해외유입이었다.
2021년 2월 16일 기준, 이미 영국, 덴마크, 네덜란드, 벨기에, 프랑스, 스페인, 나이지리아, 가나, 요르단, 일본, 싱가포르, 호주, 캐나다, 미국 등 총 15개국에 확산되었다.

## 회피
그러나 2021년 2월 16일, 영국 언론 가디언지에 따르면 2020년 12월부터 이미 B.1.525가 출현했다고 밝혔다.
B.1.525는 백신 탈출 돌연변이로 알려진 E484K를 가지고 있어 현재 접종 중인 코로나19 백신의 효력을 약화시킬 가능성이 있어 강력한 변이로 불린다.

## 같이 보기
- SARS-CoV-2 변이주